# Siège de Cambrai (1677)
Pour les articles homonymes, voir Siège de Cambrai.
Guerre de Hollande
Batailles
- Groenlo (06-1672)
- Solebay (06-1672)
- Zutphen (06-1672) (nl)
- Coevorden (06-1672)
- Nimègue(07-1672)
- Groningue (07-1672)
- Saint-Lothain (02-1673)
- Schooneveld (1re) (06-1673)
- Maastricht (06-1673)
- Schooneveld (2de) (06-1673)
- Texel (08-1673)
- Bonn (11-1673)
- Arcey (01-1674)
- Pesmes (02-1674)
- Gray (02-1674)
- Scey-sur-Saône (03-1674)
- Chariez (03-1674)
- Vesoul (03-1674)
- Arbois (03-1674)
- Orgelet (03-1674)
- Besançon (04-1674)
- Dole (05-1674)
- Sinsheim (06-1674)
- Salins (06-1674)
- Belle-Île (06-1674)
- Lure (07-1674)
- Faucogney (07-1674)
- Sainte-Anne (07-1674)
- Fort-Royal (07-1674)
- Seneffe (08-1674)
- Entzheim (10-1674)
- Mulhouse (12-1674)
- Turckheim (01-1675)
- Stromboli (02-1675)
- Fehrbellin (06-1675)
- Salzbach (07-1675)
- Consarbrück (08-1675)
- Altenheim (08-1675)
- Alicudi (01-1676)
- Agosta (04-1676)
- Philippsburg (05-1676)
- Palerme (06-1676)
- Maastricht (07-1676)
- Valenciennes (11-1676)
- Tobago (03-1677)
- Saint-Omer (03-1677)
- Cambrai (03-1677)
- La Peene (Cassel) (04-1677)
- Ypres (03-1678)
- Rheinfelden (07-1678)
- Saint-Denis (08-1678)

Le siège de Cambrai eut lieu du 20 mars au 19 avril 1677 pendant la guerre de Hollande.

## Contexte historique
Principauté épiscopale dépendant du Saint-Empire romain germanique et proche de la frontière du royaume de France, soumise à l'Espagne depuis 1543, Cambrai avait été assiégée à plusieurs reprises par les rois de France : en 1477 par Louis XI, entre 1581 et 1595 par Henri III et Henri IV.
Sully puis Richelieu avaient défini une politique nationale consistant à « remettre [la France] en sa première force et en son ancienne splendeur », et à « mettre la France en tous lieux où fut l'ancienne Gaule », ce qui incluait l'Artois, le Hainaut et les provinces des Pays-Bas. Sous le règne de Louis XIV, Cambrai fut assiégé sans succès par les Français en 1649 et à nouveau en 1657.
En 1667, Louis XIV, invoquant le droit de dévolution pour justifier les prétentions de son épouse Marie-Thérèse d’Autriche sur plusieurs provinces espagnoles, adresse à la régente d'Espagne Marie-Anne d'Autriche un « Traité des droits de la Reine très-chrétienne sur divers États de la monarchie d'Espagne », puis, sans attendre une réponse, engage en mai les hostilités. Au cours de l'été de 1667, les Français prennent Charleroi, Tournai, Douai et Lille, puis la Franche-Comté en février 1668. Par le traité d'Aix-la-Chapelle, signé en 1668, l'Espagne abandonne les places de Charleroi, Binche, Ath, Douai, Tournai, Audenarde, Lille, Armentières, Courtrai, Bergues et Furnes.
Ces conquêtes marquent une avancée considérable, mais n'établissent pas une frontière défendable : deux saillants espagnols subsistent, entre Saint-Omer et Ypres d'une part, entre Valenciennes et Cambrai d'autre part. Cambrai semble une presqu'île qui n'est plus rattachée aux Pays-Bas espagnols que par Bouchain et Valenciennes, entre Arras à l'ouest et Le Quesnoy et Landrecies à l'est, qui sont français depuis le traité des Pyrénées de 1659. En 1673, Vauban préconisait dans une lettre à Louvois une doctrine militaire défensive connue sous le nom de « pré carré du roi », qui appelait à une frontière plus rectiligne : « C'est pourquoi, soit par traité ou par une bonne guerre, Monseigneur, prêchez toujours la quadrature, non pas du cercle, mais du pré. C'est une belle et bonne chose que de pouvoir tenir son fait des deux mains ».
En 1672, les hostilités reprennent contre la République protestante des Pays-Bas. Forte d'une armée de métier bien payée et bien organisée qui comprend plus de 279 000 hommes, bénéficiant d'une artillerie puissante, la monarchie française est alors la meilleure armée d'Europe. Face à elle, les places fortes des anciens Pays-Bas espagnols sont défendues par quelques milliers d'hommes, souvent des mercenaires mal payés et des compagnies de bourgeois qui n'offrent que leur courage.
Au printemps 1676, Bouchain et Condé sont occupées par les Français. Valenciennes est prise d'assaut le 17 mars 1677. Louis XIV, qui veut « assurer à jamais le repos de ses frontières », décide d'en finir avec Cambrai et se porte en personne devant la ville, tandis que Monsieur met le siège devant Saint-Omer.

## Conditions du siège
La réputation de la place de Cambrai était formidable. Boileau écrit, dans son Éloge : 
« Cambray et Saint-Omer étaient les deux plus forts Boulevards que les Espagnols eussent à défendre. Ces villes, situées toutes deux sur les frontières de la France, lui servaient comme de fraise, et lui faisaient la loi au milieu de ses triomphes : Cambray surtout s'était rendu redoutable. Les Rois d'Espagne estimaient plus cette Place seule, que tout le reste de la Flandre ensemble. Elle était fameuse par le nombre des affronts qu'elle avait fait souffrir aux Français. »
Le roi d'Espagne Charles II considérait cette place comme un point de résistance au flanc des territoires français et, selon Boileau, on jugeait, en France, que les Espagnols feraient tous les efforts pour sauver Saint-Omer et Cambrai, dont la perte risquait d'entraîner le reste des Pays-Bas.
La défense de la ville est confortée par une excellente inondation de l'Escaut sur les fronts sud et ouest, et au nord-est par la citadelle, construite en 1543 sur les ordres de Charles Quint. Le temps, froid, pluvieux et neigeux, rend les conditions difficiles pour les assiégeants.
D'autre part, Cambrai est isolé et ne peut espérer aucun secours. Le gouverneur, Dom Pedro de Zavala, est, selon Pellisson, « vieux et cassé, comme l'on croit et même a passé autrefois, comme on dit, pour assez étourdi. » La garnison « est d'Espagnols naturels pour la plupart mais que l'on croit avoir oublié le métier. » La citadelle, « quoique de beaucoup de réputation, est petite et sujette à être foudroyée des bombes et du canon dès qu'on l'aura approchée. »
Les services secrets de Louvois l'ont renseigné sur les sentiments des Cambrésiens : ils ne sont pas belliqueux et n'ont pas d'attaches particulières avec l'Espagne. Du reste la rapidité de la prise de Valenciennes ne les incite pas à la résistance.

## Le siège

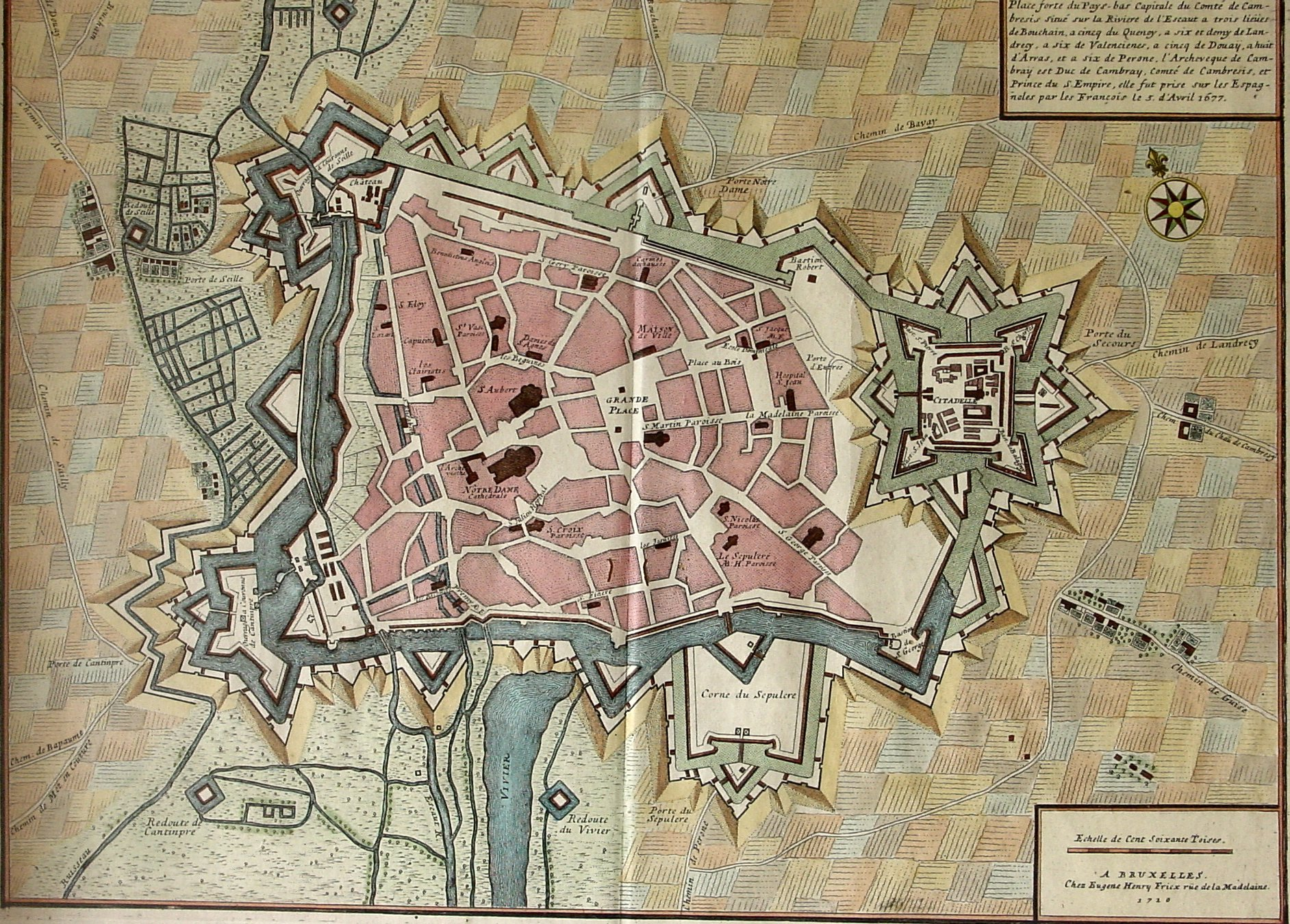
Plan de Cambrai datant de 1710. On y voit les inondations au sud et à l'ouest, la porte de Selles, la porte Notre-Dame au nord.

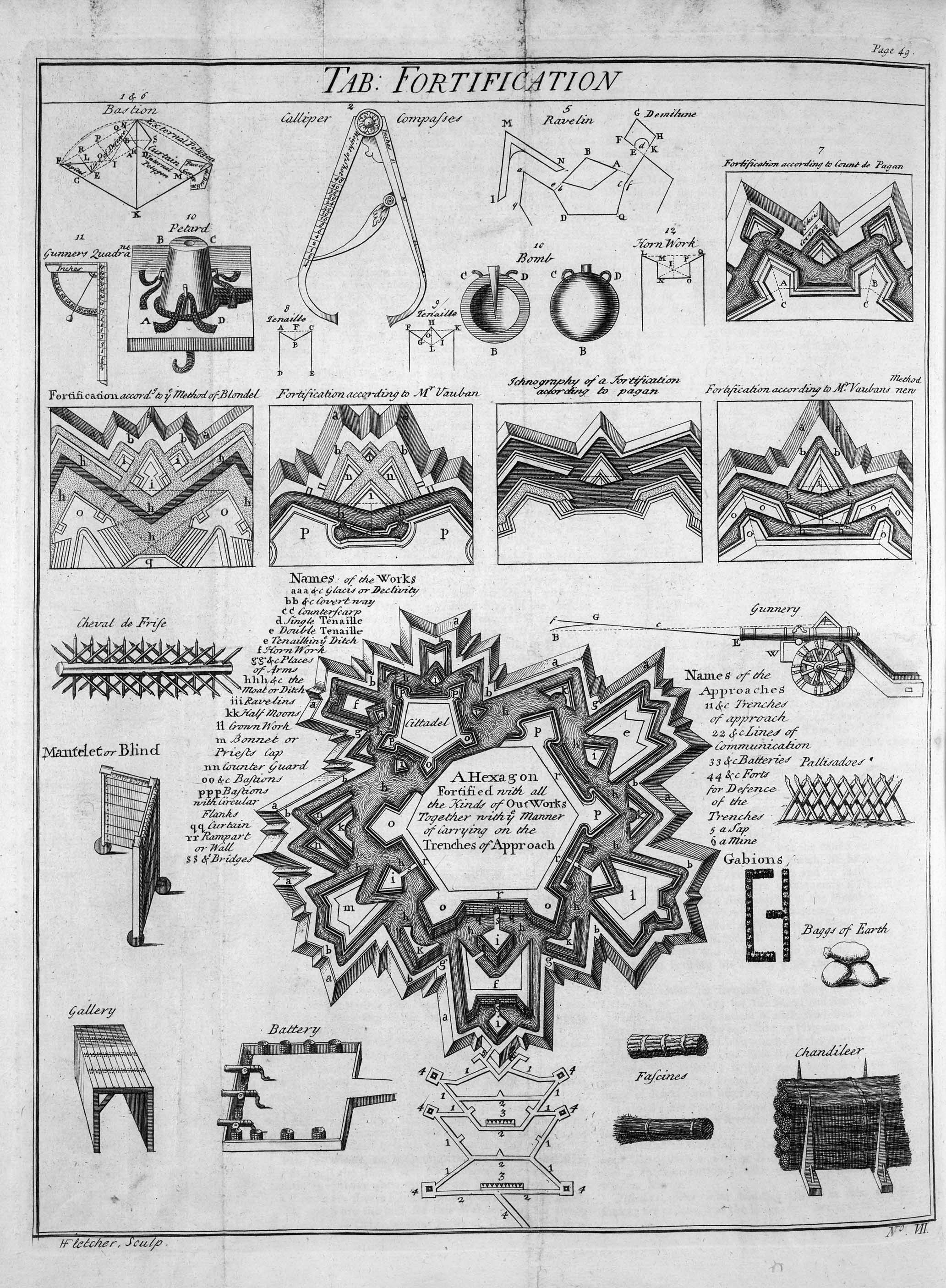
Planche de Cyclopaedia sur les fortifications. On y voit les tranchées d'approche, le positionnement de l'artillerie de siège.

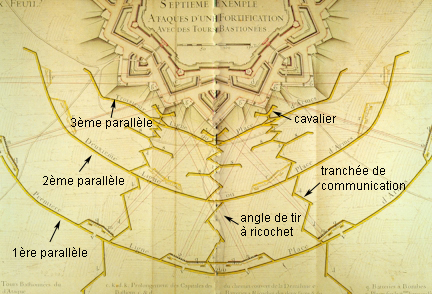
Codification des attaques des places fortes par Vauban. Trois tranchées parallèles reliées entre elles par des tranchées de communications en zigzag pour éviter les tirs en enfilade. La première parallèle est une place d'armes hors de portée de tir des défenseurs permettant de résister à un assaut à revers, la deuxième contient l'artillerie, la troisième les sapeurs et les troupes d'assaut, enfin le cavaliers de tranchée situé à l'angle mort à la pointe du bastion ennemi est une élévation permettant de surplomber les défenseurs et de les déloger à la grenade.

Le 22 mars, le roi, avec le maréchal de La Feuillade, s'installe à Awoingt d'où il dirige le siège de la ville. Le maréchal de Luxembourg prend position à la Marlière, le maréchal de Lorges au château d'Escaudœuvres, et le maréchal de Schomberg à Ramillies. La suite comprend aussi les ministres Louvois et Pomponne et le père de la Chaise, confesseur du roi.
L'armée française est composée de 38 bataillons d'infanterie et 48 escadrons de cavalerie, soit plus de 40 000 hommes. Les défenseurs de Cambrai sont au nombre de 4 000.
Vauban, qui commande les opérations, entreprend la réalisation de lignes de circonvallation et de contrevallation entourant la place. La ville isolée ne peut donc pas recevoir de secours. Son front nord reste vulnérable. Profitant de cette faiblesse, les Français ouvrent une tranchée du côté de la porte Notre-Dame. Grâce à l'aide de 7 000 paysans venus de Picardie, les travaux d'approche avancent rapidement, malgré un temps extrêmement froid et pluvieux. Des buttes sont construites afin de placer, pour une meilleure performance, les canons au niveau de la contre-escarpe.
Le 30 mars, les premières batteries se mettent à battre en brèche trois demi-lunes et le corps de la place.
Le 1er avril, les troupes françaises attaquent les trois demi-lunes.
Le 2 avril, les troupes françaises investissent l'une des demi-lunes entre la porte de Selles et la porte Notre-Dame.
Le 5 avril, la ville se rend après que les troupes françaises ont sapé les fortifications. Cependant, la garnison se réfugie dans la citadelle. Les Français ouvrent alors une tranchée sur l'esplanade.
Dans la nuit du 11 au 12 avril, 150 Français sont tués.
En réponse, le roi fait saper les fortifications à trois endroits au niveau du bastion Saint-Charles. Le gouverneur refuse toutefois de se rendre.
Le 17 avril, après que le commandement français a indiqué que deux autres mines allaient imminemment faire s'écrouler les fortifications, le gouverneur Dom Pedro de Zavala, blessé à la jambe durant les combats, fait battre la chamade et capitule. Le roi apprend la nouvelle alors qu'il assiste, à Awoingt, à la messe officiée par le père de La Chaise.
Le 19 avril, après les négociations d'usage, le gouverneur espagnol de la place, Dom Pedro de Zavala, porté sur une litière en raison de sa blessure, remet les clefs de la citadelle au roi qui lui rend les honneurs pour sa belle défense, après un siège de 29 jours qui a fait dans les combats de la citadelle plus de 1 200 blessés ou tués. Les 2 000 Espagnols encore valides quittent la place « tambours battant, mèches allumées, enseignes déployées ».
Le 20 avril, Louis XIV entre dans la ville et fait chanter le Te Deum dans l'église-cathédrale puis visite la citadelle, qu'il ne trouve pas aussi forte qu'il le croyait.
Le 21 avril, le roi de France nomme le marquis de Cezen gouverneur de la ville. Celui-ci nomme 14 nouveaux échevins tout en gardant le même prévôt.
Les jours suivants, le roi quitte Cambrai pour rejoindre Douai.
L'évènement grandit la gloire du roi en raison de l'ancienneté de la ville et du prestige de son archevêché. Il est illustré par de nombreux croquis, gravures et dessins, notamment d'Adam François van der Meulen, ainsi que par ces vers de Nicolas Boileau :

« Cambrai, des Français l'épouvantable écueil
A vu tomber enfin ses ruines et son orgueil. »

Par le traité de Nimègue signé le 10 août 1678, Cambrai est définitivement rattachée au royaume de France.